# Вінді Райлі їде в Голлівуд
Вінді Райлі їде в Голлівуд (англ. Windy Riley Goes Hollywood) — американська короткометражна кінокомедія Роско Арбакла 1931 року.

## Сюжет
Водій на безупинній гонці з Нью-Йорка до Сан-Франциско рухається в об'їзд до Голлівуду, де він завершує роботу як рекламний агент в кіностудії і вирішує відновити кар'єру красивої але бліднучої зірки.

## У ролях
- Джек Шута — Вінді Райлі
- Луїза Брукс — Бетті Грей
- Вільям Б. Девідсон
- Вілбур Мак
- Делл Хендерсон
- Волтер Мерілл
- Е.Х. Аллен